# Индейцы Плато
Приведённый ниже список содержит перечень индейских народов Межгорного плато (или просто Плато) — культурного региона, расположенного на крайнем северо-западе США.

## Перечень
- Кайюсы — Орегон
- en:Celilo (en:Wayampam)
- Верхние чинуки (см. также Multnomah)
- Сахаптины реки Колумбия (Венатчи — en:Wenatchee, синкаюсы — en:Sinkayuse, шеланы — en:Chelan)
- Кёр-д’ален — Айдахо
- en:Cowlitz (tribe) — Каулиц
- Флатхеды — Монтана
- Кламаты — Орегон
- Кликитаты — Вашингтон
- Кутенаи (ктунаха) — Британская Колумбия, Монтана и Айдахо
- en:Lower Snake (en:Chamnapam, en:Wauyukma, en:Naxiyampam)
- Модоки — Оклахома и Орегон
- Молала — Орегон
- Не-персе — Айдахо
- en:Nicola Athapaskans (исчез)
- en:Nlaka'pamux — Британская Колумбия, ранее известно как племя Томпсон (Thompson people)
- Okanagan (Syilx) — Британская Колумбия и Вашингтон
- Палусы — Вашингтон, Айдахо
- Пан-д’орей — Вашингтон, Монтана
- Rock Creek
- Сахаптины
- en:Sanpoil (tribe)
- Шусвапы — Британская Колумбия
- Синикст (Lakes) — Британская Колумбия, Вашингтон, Айдахо
- Спокан — Вашингтон
- en:St'at'imc (Lillooet)
  - en:Lil'wat
  - en:In-SHUCK-ch
- en:Tygh
- Юматилла — Орегон
- en:Nisqually (tribe) (Mishalpan)
- Валла-валла — Орегон
- Ванапам
- en:Wasco-Wishram — Орегон
- Якама — Вашингтон